# Liste der geographischen Namen in der Deutschen Bucht

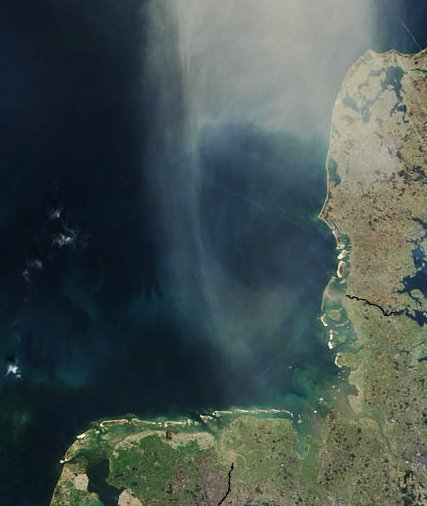
Satellitenbild der Deutschen Bucht

In der Liste der geographischen Namen der Deutschen Bucht sind Orts- und Flurnamen der Deutschen Bucht und ihrer Küstengewässer mit der geographischen Position verzeichnet.
| Name                                      | Lage                          | Bundesland                                 |
| ----------------------------------------- | ----------------------------- | ------------------------------------------ |
| Aadebrunn                                 | 54,1767° N, 7,9183° O         | Schleswig-Holstein                         |
| Accumer Ee                                | 53,732009° N, 7,445726° O     | Niedersachsen                              |
| Accumersieler Balje                       | 53,7017° N, 7,4717° O         | Niedersachsen                              |
| Adriansgörtel                             | Koordinaten fehlen! Hilf mit. |                                            |
| Afgang                                    | 54,1683° N, 7,8717° O         | Schleswig-Holstein                         |
| Ahne                                      | 53,5332° N, 8,2074° O         | Niedersachsen                              |
| Altcappeler Tief                          | 53,7983° N, 8,445° O          | Niedersachsen                              |
| Alte Ems                                  | 53,5° N, 6,71667° O           | Niedersachsen                              |
| Alte Harle                                | 53,76° N, 7,82° O             | Niedersachsen                              |
| Alte Hever                                | 54,3917° N, 8,3667° O         | Schleswig-Holstein                         |
| Alte Mellum                               | 53,723564° N, 8,147555° O     | Niedersachsen                              |
| Altes Boesgatje                           | 53,56667° N, 6,78333° O       | Niedersachsen                              |
| Altes Schmaltief                          | 54,44° N, 8,375° O            | Schleswig-Holstein                         |
| Alte Südereider                           | Koordinaten fehlen! Hilf mit. | Schleswig-Holstein                         |
| Alte Weser                                | 53,48333° N, 8,56667° O       | Niedersachsen                              |
| Altfelaer Priel                           | Koordinaten fehlen! Hilf mit. |                                            |
| Altoxstedter Tief                         | 53,8483° N, 8,4933° O         | Niedersachsen                              |
| Amrum                                     | 54,657791° N, 8,339361° O     | Schleswig-Holstein                         |
| Amrumbank                                 | 54,525° N, 7,84° O            | Schleswig-Holstein                         |
| Amrumer Odde                              | 54,69904° N, 8,33897° O       | Schleswig-Holstein                         |
| Amrumtief                                 | 54,668° N, 8,411° O           | Schleswig-Holstein                         |
| Appelland                                 | 54,6385° N, 8,7244° O         | Schleswig-Holstein                         |
| Arngastsand                               | 53,475° N, 8,1783° O          | Niedersachsen                              |
| Außenjade                                 | 53,6753° N, 8,0935° O         | Niedersachsen                              |
| Außenquage                                | 54,325° N, 8,445° O           | Schleswig-Holstein                         |
| Bakenloch                                 | 53,88333° N, 8,46667° O       | Niedersachsen                              |
| Bakenplate                                | 53,7383° N, 7,7317° O         | Niedersachsen                              |
| Baklegde                                  | 53,71° N, 7,67° O             | Niedersachsen                              |
| Ballonplate                               | 53,5917° N, 6,5083° O         | Niedersachsen                              |
| Baltrum                                   | 53,728889° N, 7,368333° O     | Niedersachsen                              |
| Baltrumer Balje                           | 53,71° N, 7,37° O             | Niedersachsen                              |
| Baltrumer Inselwatt                       | 53,715° N, 7,4° O             | Niedersachsen                              |
| Baltrumer Wattfahrwasser                  | 53,7081° N, 7,4019° O         | Niedersachsen                              |
| Bantsbalje                                | 53,56667° N, 6,96667° O       | Niedersachsen                              |
| Beensley                                  | 54,58333° N, 8,7° O           | Schleswig-Holstein                         |
| Benners Rey                               | Koordinaten fehlen! Hilf mit. |                                            |
| Bielshövener Loch                         | 54,1° N, 8,68333° O           | Schleswig-Holstein                         |
| Bielshövensand                            | 54,08333° N, 8,78333° O       | Schleswig-Holstein                         |
| Bielshövensteert                          | 54,1° N, 8,6817° O            | Schleswig-Holstein                         |
| Bingumer Sand                             | 53,228159° N, 7,418081° O     | Niedersachsen                              |
| Blaue Balje                               | 53,78333° N, 7,98333° O       | Niedersachsen                              |
| Blauort                                   | 54,16667° N, 8,73333° O       | Schleswig-Holstein                         |
| Blauortsand                               | 54,16667° N, 8,71667° O       | Schleswig-Holstein                         |
| Blexer Plate                              | 53,552417° N, 8,525167° O     | Niedersachsen                              |
| Blidselbucht                              | 55° N, 8,4° O                 | Schleswig-Holstein                         |
| Blindes Randzelgat                        | 53,51667° N, 6,78333° O       | Niedersachsen                              |
| Bockhorner Watt                           | 53,4617° N, 8,0917° O         | Niedersachsen                              |
| Bollensiel                                | 53,7267° N, 8,2° O            | Niedersachsen                              |
| Bordumer Sand                             | 53,4893° N, 8,1192° O         | Niedersachsen                              |
| Borkum                                    | 53,588056° N, 6,669722° O     | Niedersachsen                              |
| Borkumer Wattfahrwasser                   | 53,59167° N, 6,78333° O       | Niedersachsen                              |
| Borkumriffgrund                           | 53,8867° N, 6,2667° O         | Niedersachsen                              |
| Branderplate                              | 53,66667° N, 7,1° O           | Niedersachsen                              |
| Brauerplate                               | 53,65° N, 6,71667° O          | Niedersachsen                              |
| Breite Legde                              | 53,745° N, 7,8875° O          | Niedersachsen                              |
| Buchtloch                                 | 53,9° N, 8,6° O               | Niedersachsen                              |
| Bucht von Watum                           | 53,36667° N, 6,9° O           | Niedersachsen                              |
| Bullenloch                                | 53,9117° N, 8,9083° O         | Schleswig-Holstein                         |
| Burhaver Plate                            | 53,609236° N, 8,367525° O     | Niedersachsen                              |
| Burnloch                                  | 53,9833° N, 8,7667° O         | Schleswig-Holstein                         |
| Buschsand                                 | 54,05° N, 8,63333° O          | Schleswig-Holstein                         |
| Buschsand-Fahrwasser                      | 54,07° N, 8,605° O            | Schleswig-Holstein                         |
| Busetief                                  | 53,68333° N, 7,11667° O       | Niedersachsen                              |
| Büsumer Watt                              | 54,13333° N, 8,83333° O       | Schleswig-Holstein                         |
| Butterloch                                | 54,57451° N, 8,82379° O       | Schleswig-Holstein                         |
| Buttersand                                | 54,93848° N, 8,46051° O       | Schleswig-Holstein                         |
| Cappeler Tief                             | 53,7667° N, 8,5133° O         | Niedersachsen                              |
| Carolinensieler Balje                     | 53,735° N, 7,833056° O        | Niedersachsen                              |
| Dagebüller Fahrwasser                     | 54,708647° N, 8,652046° O     | Schleswig-Holstein                         |
| Damsumer Sand                             | 53,6867° N, 7,5317° O         | Niedersachsen                              |
| Dangaster Außentief                       | 53,475° N, 8,1383° O          | Niedersachsen                              |
| Danskemrannshörn                          | 53,475° N, 8,1383° O          | Niedersachsen                              |
| Das Hohe Ufer                             | 54,01667° N, 8,81667° O       | Schleswig-Holstein                         |
| Der Strand                                | 54,58333° N, 8,75° O          | Schleswig-Holstein                         |
| Diekmannsloch                             | Koordinaten fehlen! Hilf mit. |                                            |
| Dieksand                                  | 54,023056° N, 8,870278° O     | Schleswig-Holstein                         |
| Dieksander Priel                          | 54,06667° N, 8,76667° O       | Schleswig-Holstein                         |
| Dithmarscher Gründe                       | 54,23333° N, 8,71667° O       | Schleswig-Holstein                         |
| Dithmarscher Watt                         | 54,3° N, 8,95° O              | Schleswig-Holstein                         |
| Dollart (Langeoog)                        | 53,706° N, 7,527° O           | Niedersachsen                              |
| Dollart                                   | 53,3° N, 7,166667° O          | Niedersachsen                              |
| Dornumer Nacken                           | 53,695284° N, 7,497826° O     | Niedersachsen                              |
| Dorumer Tief                              | 53,7583° N, 8,4933° O         | Niedersachsen                              |
| Dove Fieffaden                            | 54,1933° N, 8,56° O           | Schleswig-Holstein                         |
| Dove Harle (Wangerooge)                   | 53,774° N, 7,85° O            | Niedersachsen                              |
| Dovetief                                  | 53,7263° N, 7,1792° O         | Niedersachsen                              |
| D-Steert                                  | 54,08° N, 8,5717° O           | Schleswig-Holstein                         |
| Duhner Loch                               | 53,89333° N, 8,57583° O       | Niedersachsen                              |
| Duhner Watt                               | 53,89638° N, 8,62416° O       | Niedersachsen                              |
| Dukegat                                   | 53,46667° N, 6,88333° O       | Niedersachsen                              |
| Dukegatplate                              | 53,45333° N, 6,90833° O       | Niedersachsen                              |
| Düne (Helgoland)                          | 54,18524° N, 7,91325° O       | Schleswig-Holstein                         |
| Dwarsgat                                  | 53,755° N, 8,27° O            | Niedersachsen                              |
| Dwarsloch                                 | 53,63333° N, 9,55° O          | Schleswig-Holstein                         |
| Ehstersieler Plate                        | 54,28° N, 8,7033° O           | Schleswig-Holstein                         |
| Eider                                     | 54,25° N, 8,61667° O          | Schleswig-Holstein                         |
| Eidumtief                                 | 54,5824° N, 8,36° O           | Schleswig-Holstein                         |
| Eitzenbalje                               | 53,91667° N, 8,56667° O       | Schleswig-Holstein                         |
| Eitzensand                                | 53,9233° N, 8,5783° O         | Niedersachsen                              |
| Elbe                                      | 53,6257° N, 9,5397° O         | Hamburg, Niedersachsen, Schleswig-Holstein |
| Emder Fahrwasser                          | 53,32917° N, 7,08333° O       | Niedersachsen                              |
| Ems                                       | 53,65° N, 6,2333° O           | Niedersachsen                              |
| Emshörngat                                | 53,5° N, 6,88333° O           | Niedersachsen                              |
| Emshörnplate                              | 53,48333° N, 6,9° O           | Niedersachsen                              |
| Emshörnrinne                              | 53,48333° N, 6,88333° O       | Niedersachsen                              |
| Engelsand                                 | Koordinaten fehlen! Hilf mit. |                                            |
| Evermannsgat                              | 53,58333° N, 6,83333° O       | Niedersachsen                              |
| Eversand                                  | 53,7617° N, 7,87° O           | Niedersachsen                              |
| Eversandloch                              | 53,78333° N, 8,3° O           | Niedersachsen                              |
| Falsches Tief                             | 54,05° N, 8,53333° O          | Schleswig-Holstein                         |
| Fedderwarder Fahrwasser                   | 53,6783° N, 8,3633° O         | Niedersachsen                              |
| Fedderwarder Priel                        | 53,61667° N, 8,36667° O       | Niedersachsen                              |
| Feldbalje                                 | 53,52° N, 8,2° O              | Niedersachsen                              |
| Fiegenplate                               | 54,24° N, 8,66° O             | Schleswig-Holstein                         |
| Fischerbalje (Borkum)                     | 53,55° N, 6,75° O             | Niedersachsen                              |
| Flacksellebrunn                           | 54,2067° N, 7,9° O            | Schleswig-Holstein                         |
| Flackstrom                                | 54,1° N, 8,7° O               | Schleswig-Holstein                         |
| Flinthörn (Insel Langeoog)                | 53,71667° N, 7,46667° O       | Niedersachsen                              |
| Föhr                                      | 54,717398° N, 8,495296° O     | Schleswig-Holstein                         |
| Föhrer Ley                                | 54,758796° N, 8,634032° O     | Schleswig-Holstein                         |
| Föhrer Schulter                           | 54,7697° N, 8,5719° O         | Schleswig-Holstein                         |
| Franziusplate                             | 53,5667° N, 8,5217° O         | Bremen                                     |
| Franzosenloch                             | 54,23333° N, 8,66667° O       | Schleswig-Holstein                         |
| Franzosensand                             | 53,9783° N, 8,8517° O         | Schleswig-Holstein                         |
| Fuhle Schlot                              | 54,4867° N, 8,76° O           | Schleswig-Holstein                         |
| Gatjebogen                                | 53,33° N, 6,99722° O          | Niedersachsen                              |
| Geise                                     | 53,31667° N, 7,2° O           | Niedersachsen                              |
| Geisesteert                               | 53,32667° N, 7,11667° O       | Niedersachsen                              |
| Geise-Trennwerk (Leitwerk im Dollart)     | 53,3233° N, 7,15° O           | Niedersachsen                              |
| Gelbsand                                  | 53,98333° N, 8,61667° O       | Schleswig-Holstein                         |
| Geldsackplate                             | 53,61667° N, 6,43333° O       | Niedersachsen                              |
| Geniusbank                                | 53,6033° N, 8,15° O           | Niedersachsen                              |
| Görtel                                    | Koordinaten fehlen! Hilf mit. |                                            |
| Greetsieler Außentief                     | 53,5427° N, 7,0367° O         | Niedersachsen                              |
| Greetsieler Nacken                        | 53,53675° N, 7,06374° O       | Niedersachsen                              |
| Gröde-Appelland                           | 54,6333° N, 8,7233° O         | Schleswig-Holstein                         |
| Gröninger Plate                           | 53,7217° N, 7,7567° O         | Niedersachsen                              |
| Große Plate                               | 53,62° N, 8,4267° O           | Niedersachsen                              |
| Große Vollerwiekplate                     | 54,27° N, 8,7883° O           | Schleswig-Holstein                         |
| Großer Knechtsand                         | 53,83333° N, 8,41667° O       | Niedersachsen                              |
| Großer Vogelsand                          | 54,01667° N, 8,5° O           | Schleswig-Holstein                         |
| Großputengat                              | 53,9933° N, 8,7283° O         | Schleswig-Holstein                         |
| Haak (Westende der Insel Juist)           | 53,6639° N, 6,8558° O         | Niedersachsen                              |
| Haaksgat                                  | 53,66667° N, 6,83333° O       | Niedersachsen                              |
| Habel                                     | 54,636667° N, 8,766389° O     | Schleswig-Holstein                         |
| Haken                                     | 53,9867° N, 8,795° O          | Schleswig-Holstein                         |
| Hakensand                                 | 53,98333° N, 8,76667° O       | Schleswig-Holstein                         |
| Hamburger Hallig                          | 54,6° N, 8,81667° O           | Schleswig-Holstein                         |
| Hamburger Loch                            | 54,1683° N, 7,915° O          | Schleswig-Holstein                         |
| Hamburger Sand                            | 53,55° N, 7° O                | Niedersachsen                              |
| Harle                                     | 53,7° N, 7,81667° O           | Niedersachsen                              |
| Harle Seegatt                             | 53,769829° N, 7,849331° O     | Niedersachsen                              |
| Harleriff                                 | 53,8° N, 7,83333° O           | Niedersachsen                              |
| Harlesieler Außentief                     | 53,7267° N, 7,8198° O         | Niedersachsen                              |
| Harlesieler Wattfahrwasser                | 53,711822° N, 7,811193° O     | Niedersachsen                              |
| Hatzumer Sand                             | 53,305556° N, 7,353056° O     | Niedersachsen                              |
| Helgoland                                 | 54,1825° N, 7,885278° O       | Schleswig-Holstein                         |
| Helgoländer Bucht                         | 54,16667° N, 8,06667° O       | Schleswig-Holstein                         |
| Helgoländer Loch                          | 54,1417° N, 7,8783° O         | Schleswig-Holstein                         |
| Helmsand                                  | 54,06667° N, 8,96667° O       | Schleswig-Holstein                         |
| Helmsander Loch                           | 54,0683° N, 8,9117° O         | Schleswig-Holstein                         |
| Helmsandsteert                            | 54,0683° N, 8,9367° O         | Schleswig-Holstein                         |
| Heppenser Rinne                           | 53,605° N, 8,1367° O          | Niedersachsen                              |
| Hestendragt                               | 54,90125° N, 8,55869° O       | Schleswig-Holstein                         |
| Heversteert                               | 54,46° N, 8,675° O            | Schleswig-Holstein                         |
| Heverstrom                                | 54,47717° N, 8,962097° O      | Schleswig-Holstein                         |
| Hilgenrieder Plate                        | 53,6883° N, 7,2783° O         | Niedersachsen                              |
| Hilgenrieder Priel                        | 53,6883° N, 7,2683° O         | Niedersachsen                              |
| Hitzsand                                  | 54,2817° N, 8,62° O           | Schleswig-Holstein                         |
| Hochsichtsand                             | 54,26667° N, 8,66667° O       | Schleswig-Holstein                         |
| Hogstean                                  | 54,16433° N, 7,8988° O        | Schleswig-Holstein                         |
| Hohbrunn                                  | Koordinaten fehlen! Hilf mit. |                                            |
| Hohe Bank                                 | 53,74° N, 7,7933° O           | Niedersachsen                              |
| Hohe Hörn                                 | 53,6° N, 6,81667° O           | Niedersachsen                              |
| Hohenhörnsände                            | 53,9° N, 8,35° O              | Niedersachsen                              |
| Hohe Plate                                | 53,51667° N, 7,16667° O       | Niedersachsen                              |
| Hoher Knechtsand                          | 53,829444° N, 8,359167° O     | Niedersachsen                              |
| Hoher Rücken                              | 53,76667° N, 7,91667° O       | Niedersachsen                              |
| Hohe Weg                                  | 53,66667° N, 8,26667° O       | Niedersachsen                              |
| Hohes Riff                                | 53,61667° N, 6,6° O           | Niedersachsen                              |
| Hohes Ufer                                | 54,014746° N, 8,811749° O     | Schleswig-Holstein                         |
| Hohewegrinne                              | 53,71667° N, 8,28333° O       | Niedersachsen                              |
| Hohewegsbalje                             | Koordinaten fehlen! Hilf mit. |                                            |
| Holmer Fähre                              | 54,53333° N, 8,8° O           | Schleswig-Holstein                         |
| Holtknobs                                 | 54,66667° N, 8,23333° O       | Schleswig-Holstein                         |
| Holtknobsloch                             | 54,685° N, 8,23° O            | Schleswig-Holstein                         |
| Hooge                                     | 54,57° N, 8,548056° O         | Schleswig-Holstein                         |
| Hoogeloch                                 | 54,545° N, 8,48° O            | Schleswig-Holstein                         |
| Hoogen                                    | 54,05° N, 8,8433° O           | Schleswig-Holstein                         |
| Hooksielplate                             | 53,66° N, 8,1533° O           | Niedersachsen                              |
| Hopp                                      | Koordinaten fehlen! Hilf mit. |                                            |
| Hornsbalje                                | 53,61667° N, 6,81667° O       | Niedersachsen                              |
| Hörnumknobs                               | 54,7° N, 8,25° O              | Schleswig-Holstein                         |
| Hörnumloch                                | 54,7433° N, 8,2333° O         | Schleswig-Holstein                         |
| Hörnum-Odde                               | 54,745834° N, 8,292601° O     | Schleswig-Holstein                         |
| Hörnum-Reede                              | 54,7533° N, 8,3067° O         | Schleswig-Holstein                         |
| Hörnumtief                                | 54,769° N, 8,373° O           | Schleswig-Holstein                         |
| Horsborngat                               | Koordinaten fehlen! Hilf mit. |                                            |
| Horsbüllsteert                            | 54,825° N, 8,5283° O          | Schleswig-Holstein                         |
| Hubertgat                                 | 53,58° N, 6,405° O            | Niedersachsen                              |
| Hubertplate                               | Koordinaten fehlen! Hilf mit. |                                            |
| Hubsand                                   | 54,6398° N, 8,3996° O         | Schleswig-Holstein                         |
| Hullbalje                                 | 53,756323° N, 7,652321° O     | Niedersachsen                              |
| Hullplate                                 | Koordinaten fehlen! Hilf mit. |                                            |
| Hund                                      | 53,39583° N, 6,91833° O       | Niedersachsen                              |
| Hundebalje                                | 53,93333° N, 8,48333° O       | Hamburg                                    |
| Hundeloch                                 | 54,01148° N, 8,7871° O        | Schleswig-Holstein                         |
| Hundsteert                                | 53,41333° N, 6,92667° O       | Niedersachsen                              |
| Hungat                                    | 53,6933° N, 7,555° O          | Niedersachsen                              |
| Hungatplate                               | 53,695° N, 7,5633° O          | Niedersachsen                              |
| Hunnigensände                             | 54,98333° N, 8,48333° O       | Schleswig-Holstein                         |
| Husumer Au                                | 54,48333° N, 9° O             | Schleswig-Holstein                         |
| Imsumplate                                | 53,592389° N, 8,492081° O     | Niedersachsen                              |
| Innenquage                                | 54,400278° N, 8,566944° O     | Schleswig-Holstein                         |
| Irrtief                                   | 55° N, 8,41667° O             | Schleswig-Holstein                         |
| Isern Hinnerk                             | 54,2° N, 8,6° O               | Schleswig-Holstein                         |
| Itzendorfplate                            | 53,65° N, 7,11667° O          | Niedersachsen                              |
| Jadebusen                                 | 53,470842° N, 8,226654° O     | Niedersachsen                              |
| Jadeplate                                 | 53,8283° N, 8,0333° O         | Niedersachsen                              |
| Jadewatt                                  | 53,411802° N, 8,236614° O     | Niedersachsen                              |
| Janssand                                  | 53,73333° N, 7,66667° O       | Niedersachsen                              |
| Jantjemoeplate (bei Norddeich)            | 53,65164° N, 7,18469° O       | Niedersachsen                              |
| Jappensand                                | 53,5° N, 8,2° O               | Niedersachsen                              |
| Japsand                                   | 54,56667° N, 8,466667° O      | Schleswig-Holstein                         |
| Juist                                     | 53,683333° N, 7° O            | Niedersachsen                              |
| Juister Balje                             | 53,66° N, 6,94° O             | Niedersachsen                              |
| Juister Inselwatt                         | 53,67° N, 7° O                | Niedersachsen                              |
| Juister Riff                              | 53,68333° N, 6,78333° O       | Niedersachsen                              |
| Juister Wattfahrwasser                    | 53,66111° N, 7° O             | Niedersachsen                              |
| Jungnamenloch                             | 54,65° N, 8,21667° O          | Schleswig-Holstein                         |
| Jungnamensand                             | 54,6641° N, 8,2502° O         | Schleswig-Holstein                         |
| Kachelotplate                             | 53,63333° N, 6,81667° O       | Niedersachsen                              |
| Kaiserbalje                               | 53,63585° N, 8,30145° O       | Niedersachsen                              |
| Kalberdans                                | 54,1917° N, 7,9117° O         | Schleswig-Holstein                         |
| Kalfamer (Ostende der Insel Juist)        | 53,682069° N, 7,096075° O     | Niedersachsen                              |
| Kalfamergat                               | 53,68193° N, 7,10775° O       | Niedersachsen                              |
| Kant                                      | 54,1717° N, 7,8883° O         | Schleswig-Holstein                         |
| Karkhof                                   | 54,0917° N, 8,6033° O         | Schleswig-Holstein                         |
| Katinger Watt                             | 54,287222° N, 8,900556° O     | Schleswig-Holstein                         |
| Kinderbalje                               | 53,9117° N, 8,6517° O         | Niedersachsen                              |
| Kleine Fliegenplate                       | 54,25° N, 8,66667° O          | Schleswig-Holstein                         |
| Kleine Knechtsände                        | 53,83333° N, 8,3° O           | Niedersachsen                              |
| Kleine Robbenplate                        | 53,7° N, 8,38333° O           | Niedersachsen                              |
| Kleine Vollerwiekplate                    | 54,275° N, 8,7383° O          | Schleswig-Holstein                         |
| Kleiner Vogelsand                         | 53,93333° N, 8,51667° O       | Hamburg                                    |
| Kleinwatt                                 | 53,86667° N, 8,5° O           | Niedersachsen                              |
| Klotzenloch                               | 53,93333° N, 8,75° O          | Schleswig-Holstein                         |
| Knechtsand                                | 53,829444° N, 8,359167° O     | Niedersachsen                              |
| Kniepsand                                 | 54,65° N, 8,31667° O          | Schleswig-Holstein                         |
| Knockster Muhde                           | Koordinaten fehlen! Hilf mit. |                                            |
| Knockster Watt                            | 53,335° N, 7,05° O            | Niedersachsen                              |
| Knudshörn                                 | 54,575° N, 8,4967° O          | Schleswig-Holstein                         |
| Kohlhof                                   | 54,45° N, 8,91667° O          | Schleswig-Holstein                         |
| Kolumbusloch                              | 54,4233° N, 8,6333° O         | Schleswig-Holstein                         |
| Königshafen                               | 55,05° N, 8,41667° O          | Schleswig-Holstein                         |
| Königsplate                               | 53,6° N, 6,88333° O           | Niedersachsen                              |
| Kopersand                                 | 53,59167° N, 7° O             | Niedersachsen                              |
| Kopersandpriel                            | 53,60833° N, 7,00833° O       | Niedersachsen                              |
| Korbbakensand                             | 54,45° N, 8,7° O              | Schleswig-Holstein                         |
| Krabbenloch                               | 54,00065° N, 8,79028° O       | Schleswig-Holstein                         |
| Kratzsand                                 | 53,8783° N, 8,7417° O         | Niedersachsen                              |
| Kronenloch                                | 54,1° N, 8,88333° O           | Schleswig-Holstein                         |
| Landbalje                                 | 53,725° N, 7,7267° O          | Niedersachsen                              |
| Landtief                                  | 54,5667° N, 8,2717° O         | Schleswig-Holstein                         |
| Langeneß                                  | 54,637222° N, 8,613056° O     | Schleswig-Holstein                         |
| Langeneß-Fahrwasser                       | 54,62° N, 8,585° O            | Schleswig-Holstein                         |
| Langeoog                                  | 53,748333° N, 7,479722° O     | Niedersachsen                              |
| Langeooger Plate                          | 53,7267° N, 7,6083° O         | Niedersachsen                              |
| Langeooger Wattfahrwasser                 | 53,732° N, 7,595° O           | Niedersachsen                              |
| Langer Jan                                | 53,745° N, 7,875° O           | Niedersachsen                              |
| Langes Riff                               | 53,8167° N, 7,9167° O         | Niedersachsen                              |
| Langlütjensand                            | 53,6° N, 8,41667° O           | Niedersachsen                              |
| Legde                                     | 53,68° N, 7,1383° O           | Niedersachsen                              |
| Leghörn                                   | 54,96667° N, 8,41667° O       | Schleswig-Holstein                         |
| Ley                                       | 53,55° N, 6,96667° O          | Niedersachsen                              |
| Leybucht                                  | 53,53333° N, 7,1° O           | Niedersachsen                              |
| Leysand                                   | 53,53341° N, 7,13025° O       | Niedersachsen                              |
| Liinsand                                  | 54,75° N, 8,41667° O          | Schleswig-Holstein                         |
| Linnenplate                               | 54,21667° N, 8,68333° O       | Schleswig-Holstein                         |
| Lister Landtief                           | 55,045° N, 8,3233° O          | Schleswig-Holstein                         |
| Lister Ley                                | 54,96667° N, 8,46667° O       | Schleswig-Holstein                         |
| Lister Tief                               | 55,056349° N, 8,473206° O     | Schleswig-Holstein                         |
| Loreleybank                               | 54,2° N, 8° O                 | Schleswig-Holstein                         |
| Lorenzensplate                            | 54,41667° N, 8,63333° O       | Schleswig-Holstein                         |
| Luechterloch                              | 54,0083° N, 8,525° O          | Niedersachsen                              |
| Lundenberger Sand                         | 54,46667° N, 8,96667° O       | Schleswig-Holstein                         |
| Lütetsburger Plate                        | 53,6883° N, 7,2283° O         | Niedersachsen                              |
| Lütje Hörn                                | 53,590556° N, 6,863889° O     | Niedersachsen                              |
| Maifeldsteert                             | 53,5283° N, 8,2° O            | Niedersachsen                              |
| Manslagter Nacken                         | 53,45833° N, 7,01° O          | Niedersachsen                              |
| Marientief                                | 53,5067° N, 8,1217° O         | Niedersachsen                              |
| Marner Plate                              | 54,045° N, 8,755° O           | Schleswig-Holstein                         |
| Marschnack                                | 54,65° N, 8,5° O              | Schleswig-Holstein                         |
| Martensplate                              | 53,76° N, 7,8283° O           | Niedersachsen                              |
| Medemgrund                                | 53,85° N, 8,83333° O          | Schleswig-Holstein                         |
| Medemsand                                 | 53,88333° N, 8,8° O           | Schleswig-Holstein                         |
| Meldorfer Bucht                           | 54,08333° N, 8,91667° O       | Schleswig-Holstein                         |
| Mellum                                    | 53,721111° N, 8,149444° O     | Niedersachsen                              |
| Mellum (Fahrwasser)                       | Koordinaten fehlen! Hilf mit. | Niedersachsen                              |
| Mellumbalje                               | 53,6983° N, 8,055° O          | Niedersachsen                              |
| Mellumplate                               | 53,7667° N, 8,13° O           | Niedersachsen                              |
| Mellumriffe                               | 53,73° N, 8,1033° O           | Niedersachsen                              |
| Memmert                                   | 53,641° N, 6,86739° O         | Niedersachsen                              |
| Memmertbalje                              | 53,61667° N, 6,95° O          | Niedersachsen                              |
| Memmertsand                               | 53,6419° N, 6,8887° O         | Niedersachsen                              |
| Memmert-Wattfahrwasser                    | 53,655° N, 7,065° O           | Niedersachsen                              |
| Mettgrund                                 | 54,48333° N, 9° O             | Schleswig-Holstein                         |
| Meyers Legde                              | Koordinaten fehlen! Hilf mit. |                                            |
| Meyers Loch                               | 54,415° N, 8,7° O             | Schleswig-Holstein                         |
| Midlumersand                              | Koordinaten fehlen! Hilf mit. |                                            |
| Minsener Balje                            | 53,7667° N, 7,9867° O         | Niedersachsen                              |
| Minsener Legde                            | Koordinaten fehlen! Hilf mit. |                                            |
| Minsener Oog                              | 53,76667° N, 8° O             | Niedersachsen                              |
| Minsener-Oog-Wattfahrwasser               | 53,7483° N, 7,9933° O         | Niedersachsen                              |
| Minsener Rinne                            | Koordinaten fehlen! Hilf mit. |                                            |
| Minsener Sand                             | 53,7852° N, 8,0569° O         | Niedersachsen                              |
| Misselwarder Tief                         | 53,705° N, 8,4283° O          | Niedersachsen                              |
| Mittelbalje                               | Koordinaten fehlen! Hilf mit. |                                            |
| Mitteleider                               | Koordinaten fehlen! Hilf mit. |                                            |
| Mittelgrund                               | Koordinaten fehlen! Hilf mit. |                                            |
| Mittelhever                               | 54,38333° N, 8,23333° O       | Schleswig-Holstein                         |
| Mittelloch                                | 54,67074° N, 8,40341° O       | Schleswig-Holstein                         |
| Mittellochsknob                           | 54,6559° N, 8,4055° O         | Schleswig-Holstein                         |
| Mittelplate                               | 53,991667° N, 8,75° O         | Schleswig-Holstein                         |
| Mittelplaten                              | 54,4183° N, 8,6667° O         | Schleswig-Holstein                         |
| Mittelpriel                               | 53,6233° N, 8,3833° O         | Niedersachsen                              |
| Mittelrinne                               | 53,81667° N, 8,01667° O       | Schleswig-Holstein                         |
| Mittelsand                                | 53,63333° N, 7,01667° O       | Niedersachsen                              |
| M-Loch                                    | 54,0983° N, 8,7117° O         | Schleswig-Holstein                         |
| Modersloch                                | 54,49° N, 8,9767° O           | Schleswig-Holstein                         |
| Moorsteert                                | 54,56667° N, 8,85° O          | Schleswig-Holstein                         |
| Moosbalje                                 | 53,69° N, 8,1617° O           | Niedersachsen                              |
| Morsumkliff (Insel Sylt)                  | 54,8767° N, 8,465° O          | Schleswig-Holstein                         |
| Morsum-Odde                               | 54,8467° N, 8,415° O          | Schleswig-Holstein                         |
| Möwensteert                               | 53,51667° N, 6,73333° O       | Niedersachsen                              |
| Muschelbalje                              | 53,7673° N, 7,8188° O         | Niedersachsen                              |
| Muschelbank                               | 54,482505° N, 8,575859° O     | Schleswig-Holstein                         |
| Muschelloch                               | Koordinaten fehlen! Hilf mit. |                                            |
| Nathurn                                   | Koordinaten fehlen! Hilf mit. |                                            |
| Nathurnbrunn                              | 54,1917° N, 7,8667° O         | Schleswig-Holstein                         |
| Neiderplate                               | 53,709307° N, 7,569923° O     | Niedersachsen                              |
| Neßmer Nacken                             | 53,6967° N, 7,3433° O         | Niedersachsen                              |
| Neßmer Plate                              | 53,705° N, 7,37° O            | Niedersachsen                              |
| Neßmersieler Balje                        | 53,7083° N, 7,3533° O         | Niedersachsen                              |
| Neucappeler Tief                          | 53,8333° N, 8,4617° O         | Niedersachsen                              |
| Neue Plate                                | Koordinaten fehlen! Hilf mit. |                                            |
| Neuer Lüchtergrund                        | 53,9783° N, 8,545° O          | Niedersachsen                              |
| Neues Brack                               | 53,73333° N, 7,96667° O       | Niedersachsen                              |
| Neues Joch                                | Koordinaten fehlen! Hilf mit. |                                            |
| Neue Weser (nicht die in Bremen)          | 53,86667° N, 7,95° O          | Niedersachsen                              |
| Neufahrwasser                             | 54,03333° N, 8,66667° O       | Schleswig-Holstein                         |
| Neufelder Rinne                           | 53,8733° N, 8,9367° O         | Niedersachsen                              |
| Neufelder Sand                            | 53,891585° N, 8,980413° O     | Schleswig-Holstein                         |
| Neufelder Watt                            | 53,9° N, 8,91667° O           | Schleswig-Holstein                         |
| Neuharlingersieler Nacken                 | 53,7167° N, 7,72° O           | Niedersachsen                              |
| Neuharlingersieler Wattfahrwasser         | Koordinaten fehlen! Hilf mit. |                                            |
| Neumanns Loch                             | Koordinaten fehlen! Hilf mit. |                                            |
| Neuwerk                                   | 53,920408° N, 8,500164° O     | Hamburg                                    |
| Neuwerker Fahrwasser                      | 53,94° N, 8,5667° O           | Niedersachsen                              |
| Neuwerker Inselwatt                       | Koordinaten fehlen! Hilf mit. |                                            |
| Neuwerker Loch                            | 53,9033° N, 8,4533° O         | Hamburg                                    |
| Neuwerker Watt                            | 53,91667° N, 8,41667° O       | Hamburg                                    |
| Neuwerk-Reede                             | Koordinaten fehlen! Hilf mit. |                                            |
| Nigehörn                                  | 53,94874° N, 8,42908° O       | Hamburg                                    |
| Norddeicher Wattfahrwasser                | 53,64398° N, 7,14947° O       | Niedersachsen                              |
| Norderaue                                 | 54,65° N, 8,46667° O          | Schleswig-Holstein                         |
| Norder Außentief                          | Koordinaten fehlen! Hilf mit. | Niedersachsen                              |
| Nordereider                               | 54,408333° N, 9° O            | Schleswig-Holstein                         |
| Norderelbe (nicht die in Hamburg)         | 54,03333° N, 8,25° O          | Schleswig-Holstein                         |
| Nordergat                                 | 53,9883° N, 8,4567° O         | Schleswig-Holstein                         |
| Nordergründe                              | 53,8349° N, 8,1691° O         | Schleswig-Holstein                         |
| Norderhever                               | 54,46667° N, 8,66667° O       | Schleswig-Holstein                         |
| Norderloch                                | Koordinaten fehlen! Hilf mit. |                                            |
| Norderney                                 | 53,707471° N, 7,156197° O     | Niedersachsen                              |
| Norderneyer Inselwatt                     | 53,7033° N, 7,27° O           | Niedersachsen                              |
| Norderneyer Seegatt                       | 53,78333° N, 7,1° O           | Niedersachsen                              |
| Norderneyer Wattfahrwasser                | Koordinaten fehlen! Hilf mit. | Niedersachsen                              |
| Norderneygrund                            | Koordinaten fehlen! Hilf mit. | Niedersachsen                              |
| Norderoog                                 | 54,5283° N, 8,51° O           | Schleswig-Holstein                         |
| Norderoogsand                             | 54,53333° N, 8,46667° O       | Schleswig-Holstein                         |
| Norderpiep                                | 54,16667° N, 8,35° O          | Schleswig-Holstein                         |
| Norderplate                               | 54,55° N, 8,85° O             | Schleswig-Holstein                         |
| Norderquage                               | 54,3417° N, 8,4117° O         | Schleswig-Holstein                         |
| Norderriff                                | 53,7417° N, 7,3717° O         | Niedersachsen                              |
| Norderrinne                               | 53,98333° N, 8,51667° O       | Schleswig-Holstein                         |
| Nordertill                                | 53,91667° N, 8,35° O          | Niedersachsen                              |
| Norder Watt                               | 53,6267° N, 7,1533° O         | Niedersachsen                              |
| Norder Wattfahrwasser                     | 53,53° N, 7,0933° O           | Niedersachsen                              |
| Nordeversand                              | Koordinaten fehlen! Hilf mit. |                                            |
| Nordhafenknoll                            | 54,215° N, 7,8617° O          | Schleswig-Holstein                         |
| Nordhorn (nicht Nordhorn in Bentheim)     | Koordinaten fehlen! Hilf mit. |                                            |
| Nordland                                  | 53,6452° N, 6,916° O          | Niedersachsen                              |
| Nordmannsgrund                            | 54,6699° N, 8,4279° O         | Schleswig-Holstein                         |
| Nordmarsch-Fahrwasser                     | 54,6317° N, 8,5283° O         | Schleswig-Holstein                         |
| Nordmarsch-Langeneß                       | 54,63333° N, 8,58333° O       | Schleswig-Holstein                         |
| Nordschillgrund                           | 55,08° N, 5,08° O             | Schleswig-Holstein                         |
| Nordstrand                                | 54,48333° N, 8,88333° O       | Schleswig-Holstein                         |
| Nordstrander Watt                         | 54,45° N, 8,85° O             | Schleswig-Holstein                         |
| Nordstrandischmoor                        | 54,55° N, 8,815° O            | Schleswig-Holstein                         |
| Nordwestgründe                            | 53,7183° N, 7,1283° O         | Niedersachsen                              |
| Oberer Wittsand                           | 53,9° N, 8,41667° O           | Hamburg                                    |
| Ochsensand                                | 54,48333° N, 8,66667° O       | Schleswig-Holstein                         |
| Ohlhövbrunn                               | 54,1967° N, 7,9017° O         | Schleswig-Holstein                         |
| Oland                                     | 54,6775° N, 8,703889° O       | Schleswig-Holstein                         |
| Oldoogplate                               | 53,8° N, 8,0983° O            | Niedersachsen                              |
| Ordinger Priel                            | 54,36325° N, 8,59668° O       | Schleswig-Holstein                         |
| Ossengoot                                 | 54,1533° N, 8,7767° O         | Schleswig-Holstein                         |
| Ostbalje                                  | 53,7117° N, 7,3367° O         | Niedersachsen                              |
| Osterems                                  | 53,7° N, 6,58333° O           | Niedersachsen                              |
| Osterley                                  | 54,845° N, 8,542° O           | Schleswig-Holstein                         |
| Osterriede                                | 53,67199° N, 7,13792° O       | Niedersachsen                              |
| Osterriff                                 | 53,6967° N, 7,0917° O         | Niedersachsen                              |
| Ostertill                                 | 53,8617° N, 8,4367° O         | Niedersachsen                              |
| Ostfriesisches Gatje                      | 53,38333° N, 6,96667° O       | Niedersachsen                              |
| Othelloplate                              | 53,726855° N, 7,347° O        | Niedersachsen                              |
| Otzumer Balje                             | 53,75° N, 7,63333° O          | Niedersachsen                              |
| Oxstedter Tief                            | 53,83333° N, 8,48333° O       | Niedersachsen                              |
| Paapsand                                  | 53,35° N, 6,95° O             | Niedersachsen                              |
| Padingbütteler Tief                       | 53,745° N, 8,455° O           | Niedersachsen                              |
| Pahlsknoll                                | Koordinaten fehlen! Hilf mit. |                                            |
| Pandertief                                | 54,95° N, 8,43333° O          | Schleswig-Holstein                         |
| Peckbrunn                                 | Koordinaten fehlen! Hilf mit. |                                            |
| Pellworm                                  | 54,516667° N, 8,636944° O     | Schleswig-Holstein                         |
| Pellwormer Loch                           | 54,54° N, 8,5733° O           | Schleswig-Holstein                         |
| Pellwormplate                             | 54,53333° N, 8,71667° O       | Schleswig-Holstein                         |
| Piep                                      | 54,12886° N, 8,78854° O       | Schleswig-Holstein                         |
| Pilsumer Watt                             | 53,55° N, 7,01667° O          | Niedersachsen                              |
| Pohnsbucht                                | 54,5137° N, 8,9636° O         | Schleswig-Holstein                         |
| Porrenrünnel                              | 54,45° N, 8,8° O              | Schleswig-Holstein                         |
| Purrenstrom                               | 54,26667° N, 8,86667° O       | Schleswig-Holstein                         |
| Puttschipploch                            | 54,0167° N, 8,7967° O         | Schleswig-Holstein                         |
| Quage                                     | Koordinaten fehlen! Hilf mit. |                                            |
| Randzel                                   | 53,55° N, 6,83333° O          | Niedersachsen                              |
| Randzelgat                                | 53,51667° N, 6,73333° O       | Niedersachsen                              |
| Rantumbecken                              | 54,86667° N, 8,31667° O       | Schleswig-Holstein                         |
| Rantumlohe                                | 54,802° N, 8,316° O           | Schleswig-Holstein                         |
| Raulingsand                               | 54,925° N, 8,41° O            | Schleswig-Holstein                         |
| Repulsegrund                              | 54,2033° N, 7,8533° O         | Schleswig-Holstein                         |
| Riffgat                                   | 53,63333° N, 6,5° O           | Niedersachsen                              |
| Risten                                    | 55,0717° N, 8,3167° O         | Schleswig-Holstein                         |
| Robbenbrunn                               | 54,205° N, 7,8967° O          | Schleswig-Holstein                         |
| Robbenloch                                | 53,9317° N, 8,345° O          | Hamburg                                    |
| Robbennordsteert                          | 53,73333° N, 8,28333° O       | Niedersachsen                              |
| Robbenplate                               | 53,70273° N, 8,36187° O       | Niedersachsen                              |
| Robbensand                                | 54,41667° N, 8,6° O           | Schleswig-Holstein                         |
| Robbensände                               | 54,99° N, 8,565° O            | Schleswig-Holstein                         |
| Robbensüdsteert                           | 53,64° N, 8,4667° O           | Schleswig-Holstein                         |
| Robinsbalje                               | 53,81667° N, 8,28333° O       | Niedersachsen                              |
| Rocheleysand                              | 54,65946° N, 8,76598° O       | Schleswig-Holstein                         |
| Rochelsand                                | 54,3317° N, 8,585° O          | Schleswig-Holstein                         |
| Rochelsteert                              | 54,3° N, 8,48333° O           | Schleswig-Holstein                         |
| Roggsand                                  | 53,7233° N, 7,645° O          | Niedersachsen                              |
| Rosshaken                                 | 53,9083° N, 8,5917° O         | Niedersachsen                              |
| Roter Grund                               | 53,8567° N, 8,0833° O         | Schleswig-Holstein                         |
| Roter Sand                                | 53,88333° N, 8,05° O          | Niedersachsen                              |
| Rottumer Bult                             | Koordinaten fehlen! Hilf mit. |                                            |
| Rummelloch                                | 54,486944° N, 8,533889° O     | Schleswig-Holstein                         |
| Rungholtsand                              | 54,5117° N, 8,7883° O         | Schleswig-Holstein                         |
| Russenloch                                | 54,1117° N, 8,7867° O         | Schleswig-Holstein                         |
| Rute                                      | 53,7033° N, 7,5417° O         | Niedersachsen                              |
| Ruteplate                                 | 53,71667° N, 7,55° O          | Niedersachsen                              |
| Rütergat                                  | 54,54° N, 8,31° O             | Schleswig-Holstein                         |
| Rysumer Nacken                            | 53,406° N, 7,0002° O          | Niedersachsen                              |
| Sahlenburger Loch                         | 53,8667° N, 8,52° O           | Niedersachsen                              |
| Sahlenburger Watt                         | 53,86667° N, 8,53333° O       | Niedersachsen                              |
| Salzsand                                  | 55,05° N, 8,36667° O          | Schleswig-Holstein                         |
| Sander Watt                               | 53,483863° N, 8,080372° O     | Niedersachsen                              |
| Sandloch                                  | Koordinaten fehlen! Hilf mit. |                                            |
| Sandshörn                                 | 54,56667° N, 8,61667° O       | Schleswig-Holstein                         |
| Schaafsand                                | 53,9° N, 8,45° O              | Hamburg                                    |
| Schapesand                                | 53,675° N, 6,83333° O         | Niedersachsen                              |
| Scharhörn                                 | 53,961667° N, 8,441389° O     | Hamburg                                    |
| Scharhörner Watt                          | 53,93333° N, 8,41667° O       | Hamburg                                    |
| Scharhörnloch                             | 53,9267° N, 8,3767° O         | Hamburg                                    |
| Scharhörnriff                             | 53,96667° N, 8,3° O           | Hamburg                                    |
| Schatzkammer                              | 53,97993° N, 8,75425° O       | Schleswig-Holstein                         |
| Scheels Plate                             | 54,485° N, 8,4617° O          | Schleswig-Holstein                         |
| Schellenlegde                             | 53,9° N, 8,5° O               | Hamburg                                    |
| Schell-Ledge                              | 54,11° N, 8,855° O            | Schleswig-Holstein                         |
| Schillbalje                               | 53,73333° N, 7,68333° O       | Niedersachsen                              |
| Schillhörn                                | 53,68333° N, 7,75° O          | Niedersachsen                              |
| Schillig-Reede (vor Mellum)               | Koordinaten fehlen! Hilf mit. | Niedersachsen                              |
| Schillplate                               | 53,66667° N, 6,85° O          | Niedersachsen                              |
| Schlickloch                               | Koordinaten fehlen! Hilf mit. |                                            |
| Schluchter                                | 53,71667° N, 7,1° O           | Niedersachsen                              |
| Schlütt                                   | 54,66667° N, 8,7° O           | Schleswig-Holstein                         |
| Schmaltief                                | 54,43333° N, 8,25° O          | Schleswig-Holstein                         |
| Schmarrener Loch                          | 53,6717° N, 8,435° O          | Niedersachsen                              |
| Scholl-Loch                               | 54,1383° N, 8,7983° O         | Schleswig-Holstein                         |
| Schuitensand                              | 53,53333° N, 6,93333° O       | Niedersachsen                              |
| Schusterloch                              | 54,1167° N, 8,9217° O         | Schleswig-Holstein                         |
| Schwarze Gründe                           | 53,7333° N, 8,4317° O         | Niedersachsen                              |
| Schweiburger Tief                         | 53,45° N, 8,25° O             | Niedersachsen                              |
| Schweiburger Watt                         | 53,424617° N, 8,268094° O     | Niedersachsen                              |
| Schweinsrücken                            | 54,629388° N, 8,478012° O     | Schleswig-Holstein                         |
| Schweinsrücken-Durchfahrt                 | 54,6133° N, 8,4583° O         | Schleswig-Holstein                         |
| Seefelder Watt                            | 53,469053° N, 8,289887° O     | Niedersachsen                              |
| Seesand                                   | 54,55° N, 8,36667° O          | Schleswig-Holstein                         |
| Sellebrunn                                | 54,225° N, 7,8633° O          | Schleswig-Holstein                         |
| Sellebrunnknoll                           | 54,2283° N, 7,85° O           | Schleswig-Holstein                         |
| Sengwerder Balje                          | 53,6083° N, 8,205° O          | Niedersachsen                              |
| Seriemer Watt                             | 53,7117° N, 7,7033° O         | Niedersachsen                              |
| Skittgatt                                 | Koordinaten fehlen! Hilf mit. |                                            |
| Slapersbucht                              | 53,6° N, 7,05° O              | Niedersachsen                              |
| Solthörner Watt                           | 53,58333° N, 8,21667° O       | Niedersachsen                              |
| Sommerkoogsteertloch                      | 54,09623° N, 8,87529° O       | Schleswig-Holstein                         |
| Spaltrinne                                | 53,3933° N, 6,9417° O         | Niedersachsen                              |
| Spaniergat                                | 53,705° N, 7,1017° O          | Niedersachsen                              |
| Spiekaer Barre                            | 53,8233° N, 8,4367° O         | Niedersachsen                              |
| Spiekaer Tief                             | 53,795° N, 8,5167° O          | Niedersachsen                              |
| Spiekeroog                                | 53,771944° N, 7,696944° O     | Niedersachsen                              |
| Spiekerooger Wattfahrwasser               | 53,745° N, 7,7967° O          | Niedersachsen                              |
| Spitzsand                                 | 53,91667° N, 8,75° O          | Schleswig-Holstein                         |
| Steenack                                  | 54,81667° N, 8,41667° O       | Schleswig-Holstein                         |
| Steertloch                                | 54,12029° N, 8,83252° O       | Schleswig-Holstein                         |
| Steilsand                                 | 53,9° N, 8,65° O              | Schleswig-Holstein                         |
| Steingrund                                | 54,2383° N, 8,0583° O         | Schleswig-Holstein                         |
| Steinloch                                 | 54,48333° N, 8,61667° O       | Schleswig-Holstein                         |
| Steinplate                                | 53,7° N, 7,41667° O           | Niedersachsen                              |
| Stenkentief                               | 53,506517° N, 8,145229° O     | Niedersachsen                              |
| Stickers Gat                              | 53,9117° N, 8,6117° O         | Niedersachsen                              |
| Stollhammer Watt                          | 53,532046° N, 8,225503° O     | Niedersachsen                              |
| Störloch                                  | 53,9283° N, 8,8067° O         | Schleswig-Holstein                         |
| Störtebekerbank (Außenjade)               | Koordinaten fehlen! Hilf mit. | Niedersachsen                              |
| Strandplate                               | 53,8083° N, 8,0367° O         | Niedersachsen                              |
| Stüvers Legde                             | Koordinaten fehlen! Hilf mit. |                                            |
| Stüversplate                              | 53,726982° N, 7,683907° O     | Niedersachsen                              |
| Süderaue                                  | 54,58333° N, 8,48333° O       | Schleswig-Holstein                         |
| Süderhever                                | 54,36667° N, 8,53333° O       | Schleswig-Holstein                         |
| Süderoog                                  | 54,463333° N, 8,553056° O     | Schleswig-Holstein                         |
| Süderoogsand                              | 54,45° N, 8,5° O              | Schleswig-Holstein                         |
| Süderpiep                                 | 54,1° N, 8,33333° O           | Schleswig-Holstein                         |
| Süderpiepgrund                            | 54,1083° N, 8,6617° O         | Schleswig-Holstein                         |
| Süderriff                                 | 53,7583° N, 7,6317° O         | Niedersachsen                              |
| Südersand                                 | 53,7483° N, 7,925° O          | Niedersachsen                              |
| Südeversand                               | 53,7383° N, 8,3967° O         | Niedersachsen                              |
| Südfahrwasser                             | 54,1° N, 8,58333° O           | Schleswig-Holstein                         |
| Südfall                                   | 54,465278° N, 8,726389° O     | Schleswig-Holstein                         |
| Südliche Schlickbank                      | Koordinaten fehlen! Hilf mit. | Niedersachsen                              |
| Südwesthörn                               | 54,8° N, 8,66667° O           | Schleswig-Holstein                         |
| Suezpriel                                 | 53,6° N, 8,47° O              | Niedersachsen                              |
| Swinn                                     | 53,7517° N, 7,7217° O         | Niedersachsen                              |
| Swinnplate                                | 53,75° N, 7,73333° O          | Niedersachsen                              |
| Sylt                                      | 54,9033° N, 8,3417° O         | Schleswig-Holstein                         |
| Sylter Außenriff                          | 54,783056° N, 7,241667° O     | Schleswig-Holstein                         |
| Tabaksplate                               | 53,7883° N, 7,8117° O         | Schleswig-Holstein                         |
| Tegeler Plate                             | 53,78333° N, 8,21667° O       | Niedersachsen                              |
| Tegeler Rinne                             | 53,8° N, 8,25° O              | Niedersachsen                              |
| Telegraphenbalje (südl. Insel Wangerooge) | 53,7717° N, 7,8883° O         | Niedersachsen                              |
| Tertius                                   | 54,13333° N, 8,68333° O       | Schleswig-Holstein                         |
| Tertiussand                               | 54,13333° N, 8,66667° O       | Schleswig-Holstein                         |
| Tettenser Plate                           | 53,558732° N, 8,494954° O     | Niedersachsen                              |
| Theeknobs                                 | 54,71667° N, 8,26667° O       | Schleswig-Holstein                         |
| Theeknobsrinne                            | 54,705° N, 8,215° O           | Schleswig-Holstein                         |
| Tetenbüllspieker Loch                     | 54,4167° N, 8,8333° O         | Schleswig-Holstein                         |
| Tiefwasserreede                           | 54,0687° N, 7,4604° O         | Niedersachsen                              |
| Tönninger Rack                            | 54,31° N, 8,9417° O           | Schleswig-Holstein                         |
| Trischen                                  | 54,059444° N, 8,683333° O     | Schleswig-Holstein                         |
| Trischenflinge                            | 54,01667° N, 8,71667° O       | Schleswig-Holstein                         |
| Tümlauer Bucht                            | 54,3583° N, 8,655° O          | Schleswig-Holstein                         |
| Tuschgründe                               | 54,4633° N, 8,3683° O         | Schleswig-Holstein                         |
| Unterer Wittsand                          | 53,91667° N, 8,4° O           | Hamburg                                    |
| Uthörn                                    | 55,03333° N, 8,43333° O       | Schleswig-Holstein                         |
| Vareler Fahrwasser                        | 53,48333° N, 8,2° O           | Niedersachsen                              |
| Vareler Tief                              | 53,43333° N, 8,21667° O       | Niedersachsen                              |
| Vareler Watt (Jadebusen)                  | 53,449466° N, 8,170301° O     | Niedersachsen                              |
| Verlorenhörn                              | 54,28333° N, 8,78333° O       | Schleswig-Holstein                         |
| Vollerwiekplate                           | Koordinaten fehlen! Hilf mit. |                                            |
| Voorentief                                | 53,63333° N, 6,75° O          | Niedersachsen                              |
| Vortrapptief                              | 54,718° N, 8,303° O           | Schleswig-Holstein                         |
| Waddenser Balje                           | 53,5767° N, 8,43° O           | Niedersachsen                              |
| Waddenser Plate                           | 53,565032° N, 8,444081° O     | Niedersachsen                              |
| Wagengat                                  | 53,66667° N, 7,2° O           | Niedersachsen                              |
| Wal                                       | 54,1817° N, 7,9017° O         | Schleswig-Holstein                         |
| Wanger Außentief                          | 53,690354° N, 8,042936° O     | Niedersachsen                              |
| Wangerooge                                | 53,791389° N, 7,899722° O     | Niedersachsen                              |
| Wangerooger Fahrwasser                    | 53,81667° N, 7,91667° O       | Niedersachsen                              |
| Wangerooger Plate                         | 53,83333° N, 7,95° O          | Niedersachsen                              |
| Wangerooger Priel                         | Koordinaten fehlen! Hilf mit. | Niedersachsen                              |
| Weiße Bank                                | Koordinaten fehlen! Hilf mit. |                                            |
| Weser-Elbe-Wattfahrwasser                 | 53,88333° N, 8,46667° O       | Niedersachsen                              |
| Wesselburener Loch                        | 54,2° N, 8,66667° O           | Schleswig-Holstein                         |
| Wesselburener Watt                        | 54,25° N, 8,78333° O          | Schleswig-Holstein                         |
| Westerbalje                               | 53,56667° N, 6,9° O           | Niedersachsen                              |
| Westerbrandung                            | 54,5867° N, 8,36° O           | Schleswig-Holstein                         |
| Westerems                                 | 53,6° N, 6,6° O               | Niedersachsen                              |
| Westergründe                              | Koordinaten fehlen! Hilf mit. |                                            |
| Westerheversand                           | 54,3767° N, 8,6033° O         | Schleswig-Holstein                         |
| Westerley                                 | 54,852° N, 8,496° O           | Schleswig-Holstein                         |
| Westerplate                               | 54,26667° N, 8,61667° O       | Schleswig-Holstein                         |
| Westerriede                               | 53,6509° N, 7,14663° O        | Niedersachsen                              |
| Westerriff                                | 53,76° N, 7,4167° O           | Niedersachsen                              |
| Westertill                                | 53,86667° N, 8,4° O           | Niedersachsen                              |
| Wichter Ee                                | 53,75° N, 7,4° O              | Niedersachsen                              |
| Wittkliffbrunn                            | 54,205° N, 7,88° O            | Schleswig-Holstein                         |
| Wittsandloch                              | 53,9117° N, 8,4233° O         | Hamburg                                    |
| Wöhrdener Loch                            | 54,11618° N, 8,87838° O       | Niedersachsen                              |
| Wöhrdener Priel                           | Koordinaten fehlen! Hilf mit. |                                            |
| Wremer Loch                               | Koordinaten fehlen! Hilf mit. | Niedersachsen                              |
| Wremer Tief                               | 53,6417° N, 8,4817° O         | Niedersachsen                              |
| Würdeleher Sand                           | 53,4567° N, 8,2117° O         | Niedersachsen                              |
| Wurster Arm                               | 53,71667° N, 8,38333° O       | Niedersachsen                              |
| Wurster Watt                              | 53,822202° N, 8,543155° O     | Niedersachsen                              |
| Zehnerloch                                | 53,9555° N, 8,6583° O         | Niedersachsen                              |